# Marathon van Osaka 2008
De marathon van Osaka 2008 werd gelopen op zondag 27 januari 2008. Het was de 27e editie van deze marathon. Alleen vrouwelijke elitelopers mochten aan de wedstrijd deelnemen.
De Engelse Mara Yamauchi was het sterkst; zij finishte in 2:25.10.

## Uitslagen
| rang   | naam              | land | tijd    |
| ------ | ----------------- | ---- | ------- |
| Goud   | Mara Yamauchi     | ENG  | 2:25.10 |
| Zilver | Tomo Morimoto     | JPN  | 2:25.34 |
| Brons  | Julia Mumbi       | KEN  | 2:26.00 |
| 4      | Miki Ohira        | JPN  | 2:26.09 |
| 5      | Madoka Ogi        | JPN  | 2:26.55 |
| 6      | Lidia Şimon       | ROU  | 2:27.17 |
| 7      | Mika Okunaga      | JPN  | 2:27.52 |
| 8      | Aki Fujikawa      | JPN  | 2:28.06 |
| 9      | Constantina Diţă  | ROU  | 2:28.15 |
| 10     | Christelle Daunay | FRA  | 2:28.24 |
| 11     | Ayumi Nakayama    | JPN  | 2:28.50 |
| 12     | Miyuki Ando       | JPN  | 2:29.07 |
| 13     | Kazue Ogoshi      | JPN  | 2:29.31 |
| 14     | Alesya Nurgalyeva | RUS  | 2:31.23 |
| 15     | Haruko Okamoto    | JPN  | 2:32.09 |
| 16     | Nataliya Berkut   | UKR  | 2:32.15 |
| 17     | Yuka Ezaki        | JPN  | 2:32.33 |
| 18     | Yukiko Matsubara  | JPN  | 2:34.05 |
| 19     | Kayoko Fukushi    | JPN  | 2:40.54 |
| 20     | Billinda Schipp   | AUS  | 2:41.16 |
| 21     | Tomoko Nishimoto  | JPN  | 2:42.53 |
| 22     | Kayoko Obata      | JPN  | 2:43.12 |
| 23     | Hiroko Sho        | JPN  | 2:43.30 |
| 24     | Satoko Uetani     | JPN  | 2:45.37 |
| 25     | Jyuri Umeda       | JPN  | 2:46.00 |

1982 ·
1983 ·
1984 ·
1985 ·
1986 ·
1987 ·
1988 ·
1989 ·
1990 ·
1991 ·
1992 ·
1993 ·
1994 ·
1995 ·
1996 ·
1997 ·
1998 ·
1999 ·
2000 ·
2001 ·
2002 ·
2003 ·
2004 ·
2005 ·
2006 ·
2007 ·
2008 ·
2009 ·
2010 ·
2011 · 
2012 ·
2013 ·
2014 ·
2015 ·
2016 ·
2017